# Halivana, Harihar
Halivana là một làng thuộc tehsil Harihar, huyện Davanagere, bang Karnataka, Ấn Độ.